# 克里克鎮區 (明尼蘇達州派恩縣)
克里克鎮區（英語：Kerrick Township）是一個位於美國明尼蘇達州派恩縣的行政鎮區。

## 人口
根據2020年美國人口普查的數據，克里克鎮區的面積為90.40平方千米，當中陸地面積為87.84平方千米，而水域面積為2.56平方千米。當地共有人口330人，而人口密度為每平方千米4人。